# Dálnice v Bosně a Hercegovině

Bosenská dálnice A1

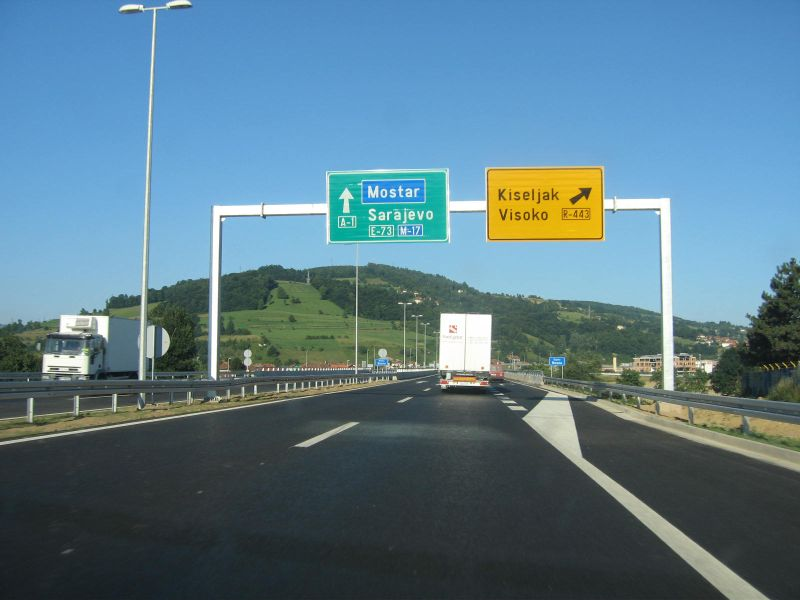
Bosenská dálnice A1 směrem na Mostar a Sarajevo

Celková délka dálnic v Bosně a Hercegovině je v současné době 97 km. Nejvyšší povolená rychlost na dálnicích je pro osobní automobily 130 km/h, na rychlostních silnicích pak 100 km/h. Na bosenských dálnicích funguje mýtný systém pro všechna vozidla.

## Historie výstavby dálnic
První plány na výstavbu dálnic v bývalé Jugoslávii se objevily před rokem 1950. Následovala výstavba tzv. Dálnice Bratrství a jednoty, propojující největší jugoslávská města, ta se nicméně nenacházela na území dnešní Bosny a Hercegoviny. První bosenské dálnice začaly vznikat až po více než 20 letech po rozpadu Jugoslávie. První úsek dálnice A1 tvořící obchvat Sarajeva byl otevřen až v roce 2014, stát má tedy oproti jiným evropským zemím ve výstavbě dálnic velké zpoždění. V současnosti probíhají práce na dokončení důležité trasy dálnice A1, dále existují plány také na dálnice A2 a A3 a na rychlostní silnice.

## Seznam dálnic
Dálnice jsou v Bosně a Hercegovině označovány písmenem A (autocesta - chorvatsky dálnice, autoput - bosensky dálnice).
| Číslo  | Trasa                                                                                               | Konečná délka (km) | Ve výstavbě (km) | V provozu (km) |
| ------ | --------------------------------------------------------------------------------------------------- | ------------------ | ---------------- | -------------- |
| A1-BIH | Chorvatsko (Dálnice A5) - Doboj - Zenica - Sarajevo - Jablanica - Mostar - Chorvatsko (Dálnice A10) | 222,5              | 10               | 103,5          |
| A2-BIH | Chorvatsko - Orašje - Brčko - Tuzla                                                                 | ?                  | 0                | 0              |
| A3-BIH | Žepče - Tuzla                                                                                       | ?                  | 0                | 0              |

## Seznam rychlostních silnic

Rychlostní limity v Bosně a Hercegovině

Rychlostní silnice jsou v Bosně a Hercegovině označovány písmenem B (brza cesta – chorvatsky rychlostní silnice, brzi put – bosensky rychlostní silnice).
| Číslo                    | Trasa                                                                                  |
| ------------------------ | -------------------------------------------------------------------------------------- |
| B1-BIH                   | Chorvatsko - Bihać - Bosanski Petrovac - Ključ - Jajce - Donji Vakuf - Travnik - Lašva |
| B2-BIH                   | Donji Vakuf - Bugojno - Kupres - Livno - Chorvatsko                                    |
| B3-BIH                   | Chorvatsko - Posušje - Široki Brijeg - Mostar                                          |
| B4-BIH                   | Sarajevo - Trnovo - Goražde                                                            |
| Městská dálnice Sarajevo | Obchvat Sarajeva                                                                       |